# Lol (rio)
Lol é um rio do Sudão do Sul.